# Dyscia nobiliaria
Dyscia nobiliaria är en fjärilsart som beskrevs av Bang-haas 1906. Dyscia nobiliaria ingår i släktet Dyscia och familjen mätare. Inga underarter finns listade i Catalogue of Life.